# Videfalva
Videfalva (szlovákul: Vidiná, németül Weidenau) község Szlovákiában, a Besztercebányai kerületben, a Losonci járásban.

## Fekvése
Losonctól 2 km-re északra fekszik, a Losonc-patak (Krivánsky potok) jobb partján, az 50-es főút Losonc-Zólyom közötti szakasza mellett.
Délről Losonc, nyugatról Losonctamási, keletről pedig Losoncnagyfalu határolja.

## Története
A település a 13. század végén keletkezett, első írásos említése 1335-ben "Vydafalua" alakban történt. 1393-ban "Vidina" néven említik. A mai kastély helyén – a hagyomány szerint – a 15. században a husziták legdélibb erőssége állt. A 16. században a Forgách család, majd több nemesi család birtoka. 1715-ben 9, 1720-ban 10 háztartása volt. 1740-ben egy tűzvészben az egész falu leégett. 1828-ban 68 házában 678 lakos élt. A 19. századig lakói főként mezőgazdasággal, fazekassággal foglalkoztak. A 19. század elején két malma állt és ekkor kezdődött az intenzív szőlőművelés is. 1860 után téglagyár kezdte meg itt működését. Fejlett volt a merinói juh tenyésztése is.
Vályi András szerint "VIDEFALVA. Vigyina. Tót falu Nógrád Várm. földes Ura Gr. Berényi Uraság, lakosai többfélék, fekszik Losonczhoz nem meszsze, és annak filiája; határja ollyan, mint Bisztriczkáé."
Fényes Elek szerint "Videfalva (Vidina), Nográd m. tót f. 63 kath., 249 evang. lak. Földje javitást kiván, rétje hasznos. Losoncz vizén 2 malma van. F. u. Kubinyi András, kinek itt csinos lakháza, szép kertje, nevezetes könyvtára, s ritka pénz, csiga, s növény gyűjteménye van. Ut. p. Losoncz."
Nógrád vármegye monográfiája szerint "Videfalva. Losoncz közelében fekszik. Kisközség, 65 házzal és 497, vegyesen magyar és tótajkú, róm. kath. és ág. ev. vallású lakossal. Postája, távírója és vasúti állomása Losoncz. E községről a XVI. századtól kezdve vannak adataink. 1548-ban Luka Benedek, 1598-ban Forgách Zsigmond volt a földesura. 1715-ben három magyar és hat tót, 1720-ban négy magyar, egy német és öt tót háztartását írták össze. A XVIII. század első felében az esztergomi káptalan, 1770-ben, az úrbéri rendezéskor, Vattay Pál volt az ura. 1826-ban Kubinyi András birtokában találjuk, a kinek itteni kastélyában gazdag és fölötte nagybecsű és ritka érem- és ásványgyűjteménye volt. Jelenleg Asbóth János a község birtokosa s az övé az egykori Kubinyi-féle kastély is, mely a husziták legdélibb vára volt s 1706-ban a Forgáchok barok stilben restauráltatták. Még ma is láthatók az egykori várárkok nyomai s még áll két bástya, barok freskókkal. Van itt 2000 kötetes könyvtár és képtár, A. János, Thököly Imre udvari embere, A. Lajos 1848-ban honv. tábornok, hadtestparancsnok, A. Sándor, Kossuth vezérhadsegéde, később az Am. Egyes. Államok tábornoka és minisztere, e két testvér atyjának, A. János tiszai koronakerületi adminisztrátornak arczképével és más családi képekkel. – A róm. kath. templomot Asbóth János és neje építtette. 1740-ben az egész falu leégett, 1873-ban pedig a kolera tizedelte meg a lakosságot. A községhez tartozik Bolondtó-puszta."
A trianoni békeszerződésig Nógrád vármegye Losonci járásához tartozott.
A községet 1971-1990 között Losonchoz csatolták.

## Népessége
| Év:            | 1994. | 2004.   | 2014.   | 2024.   |
| -------------- | ----- | ------- | ------- | ------- |
| Emberek száma: | 1726  | 1851    | 1830    | 1704    |
| Eltérés:       |       | +7,24 % | -1,13 % | -6,88 % |

| Év:            | 2023. | 2024.   |
| -------------- | ----- | ------- |
| Emberek száma: | 1702  | 1704    |
| Eltérés:       |       | +0,11 % |

1910-ben 593, többségében szlovák lakosa volt, jelentős magyar kisebbséggel.
2001-ben 1779 lakosából 1730 szlovák nemzetiségű volt.
2011-ben 1855 lakosából 1659 szlovák és 34 magyar nemzetiségű.
2021-ben 1694 lakosából 1579 szlovák, 38 magyar (2,24%), 6 cseh, 1 ukrán, 1 lengyel, 1 bolgár, 4 egyéb, 64 ismeretlen nemzetiségű.

## Híres emberek
- Itt született és itt halt meg Kubinyi Ferenc palaeontológus, politikus, az MTA tagja.
- Itt hunyt el 1911. június 28-án Asbóth János író, újságíró, néprajzkutató, politikus, az MTA tagja. Asbóth Lajos honvéd tábornok fia.

## Nevezetességei
- A Forgách család barokk kastélya 1706-ban épült barokk stílusban, korábbi alapokon. A 19. és a 20. században átépítették. Itt alakult meg a Magyarhoni Földtani Társulat 1848. január 3-án (1993-ban emléktáblát helyeztek el a kastély falán).
- Római katolikus temploma 1907-ben épült, neobarokk-klasszicista stílusban.

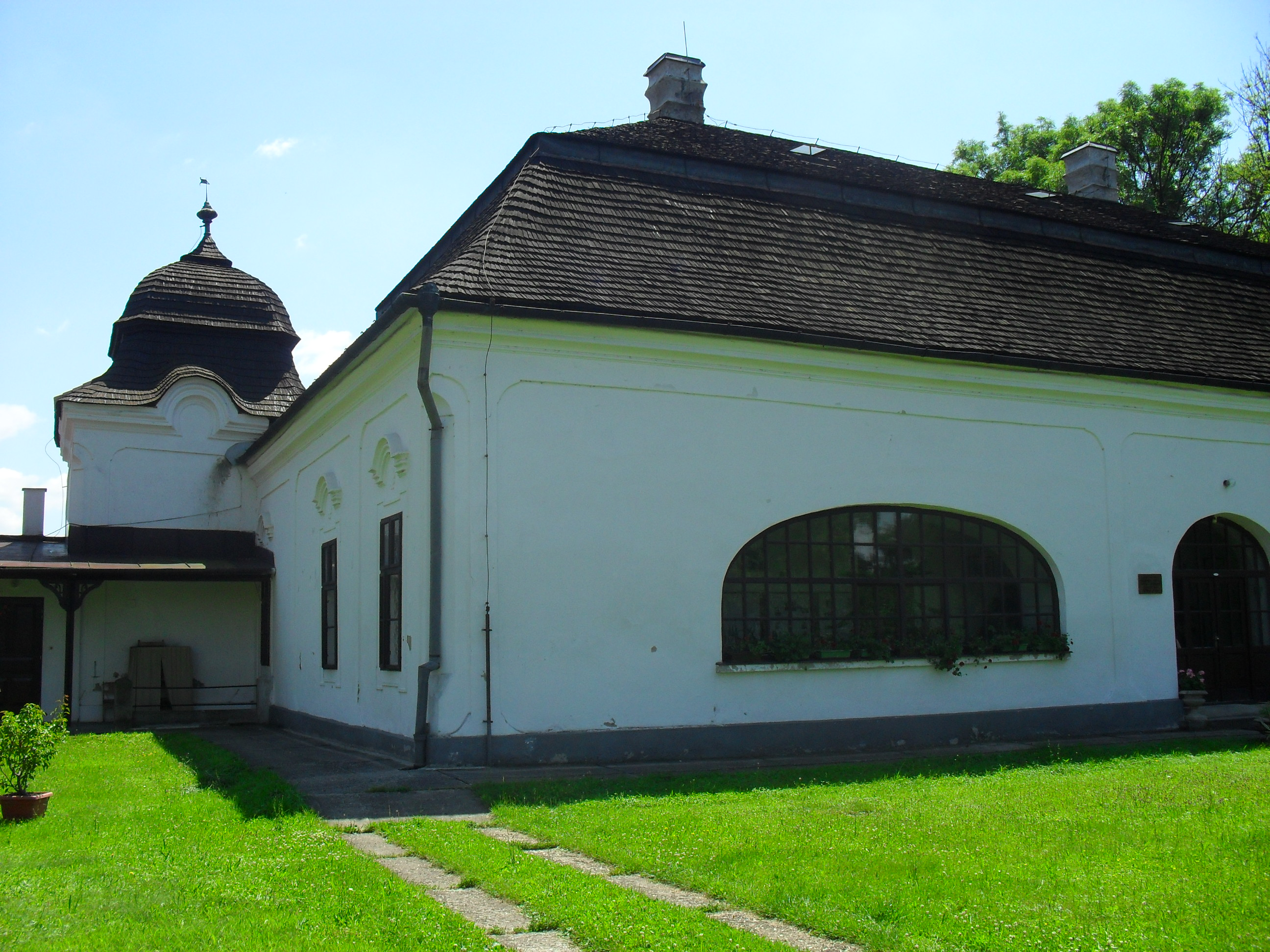
Forgách-kastély
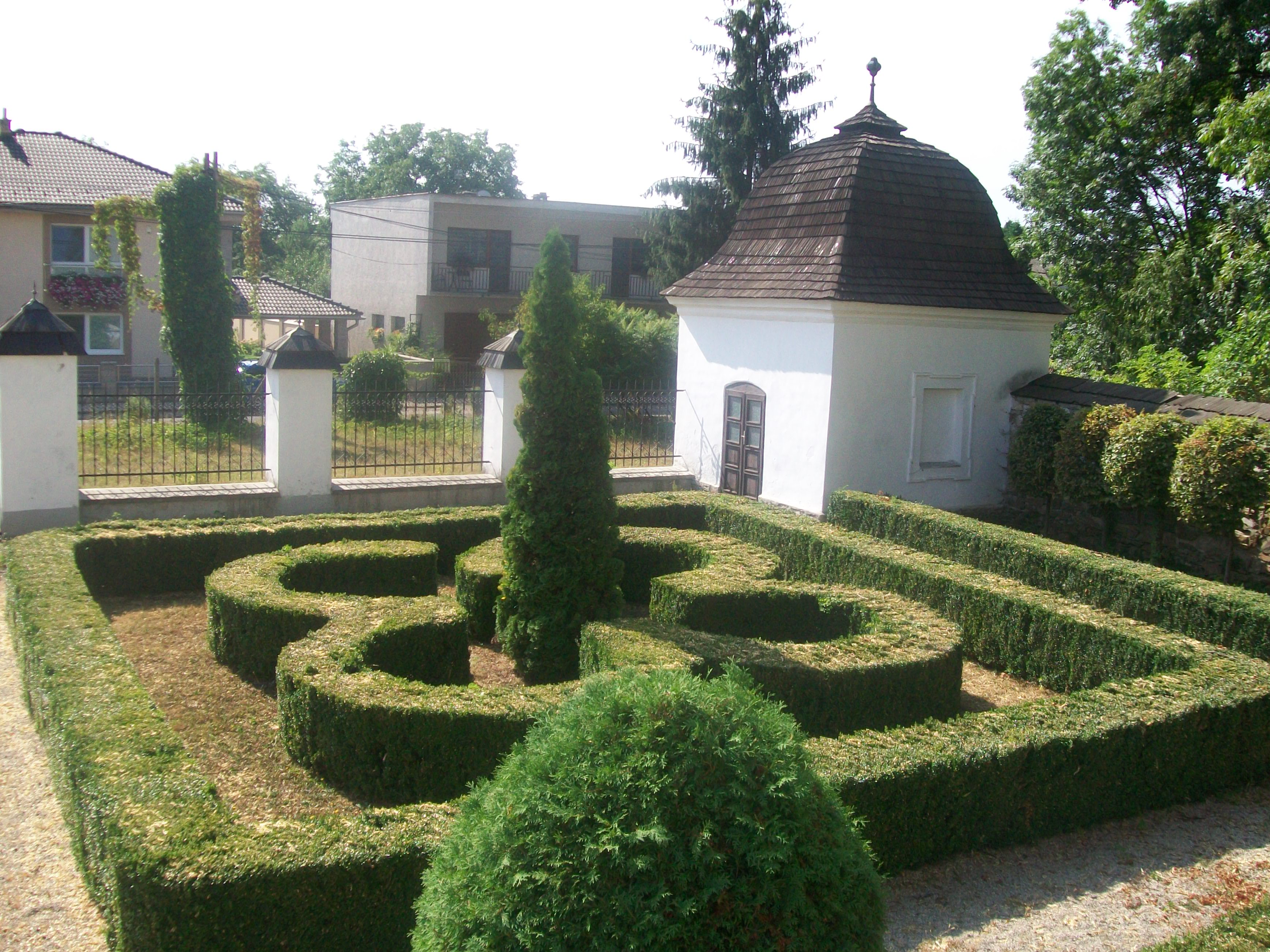
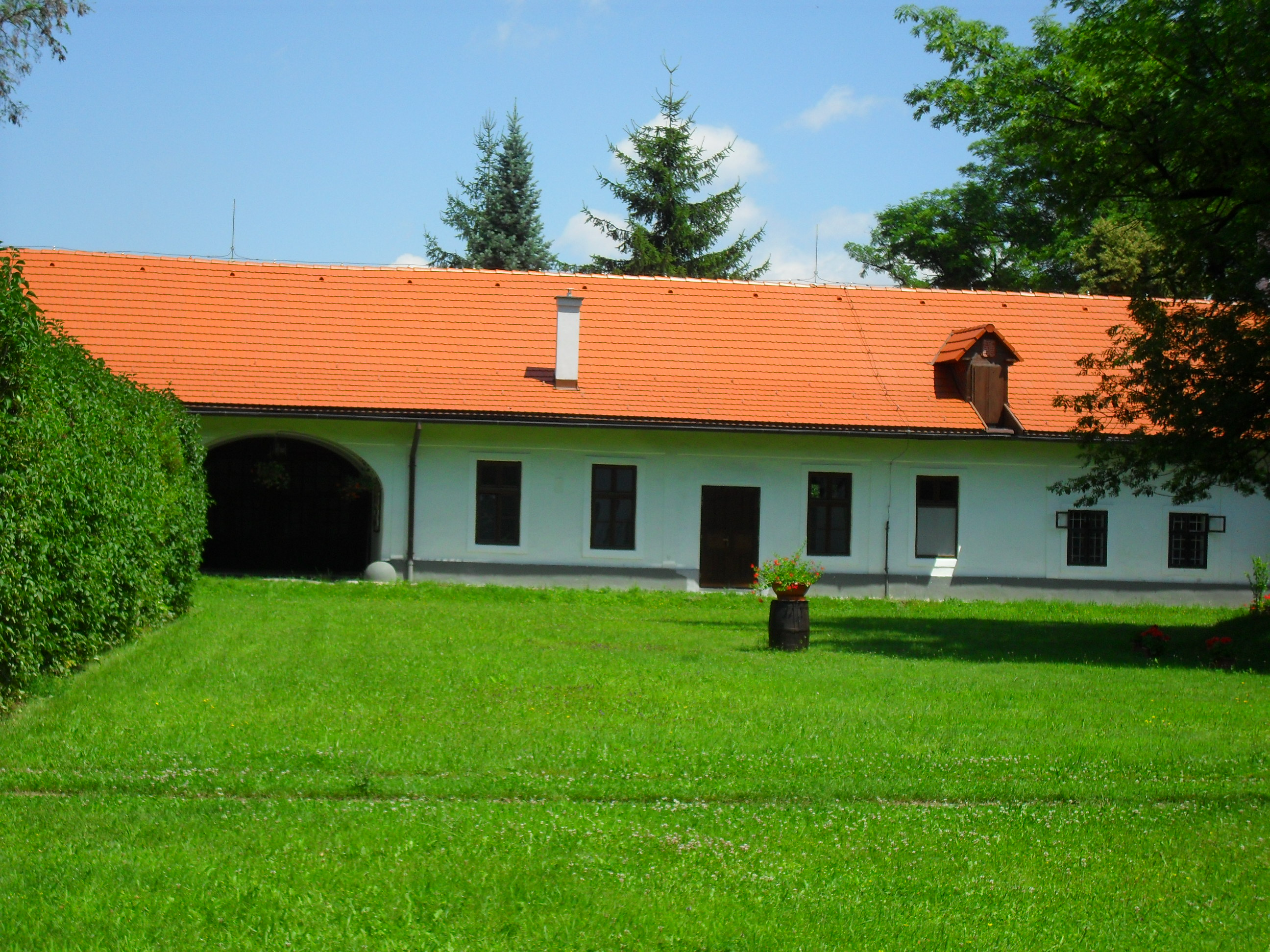
Forgách-kastély
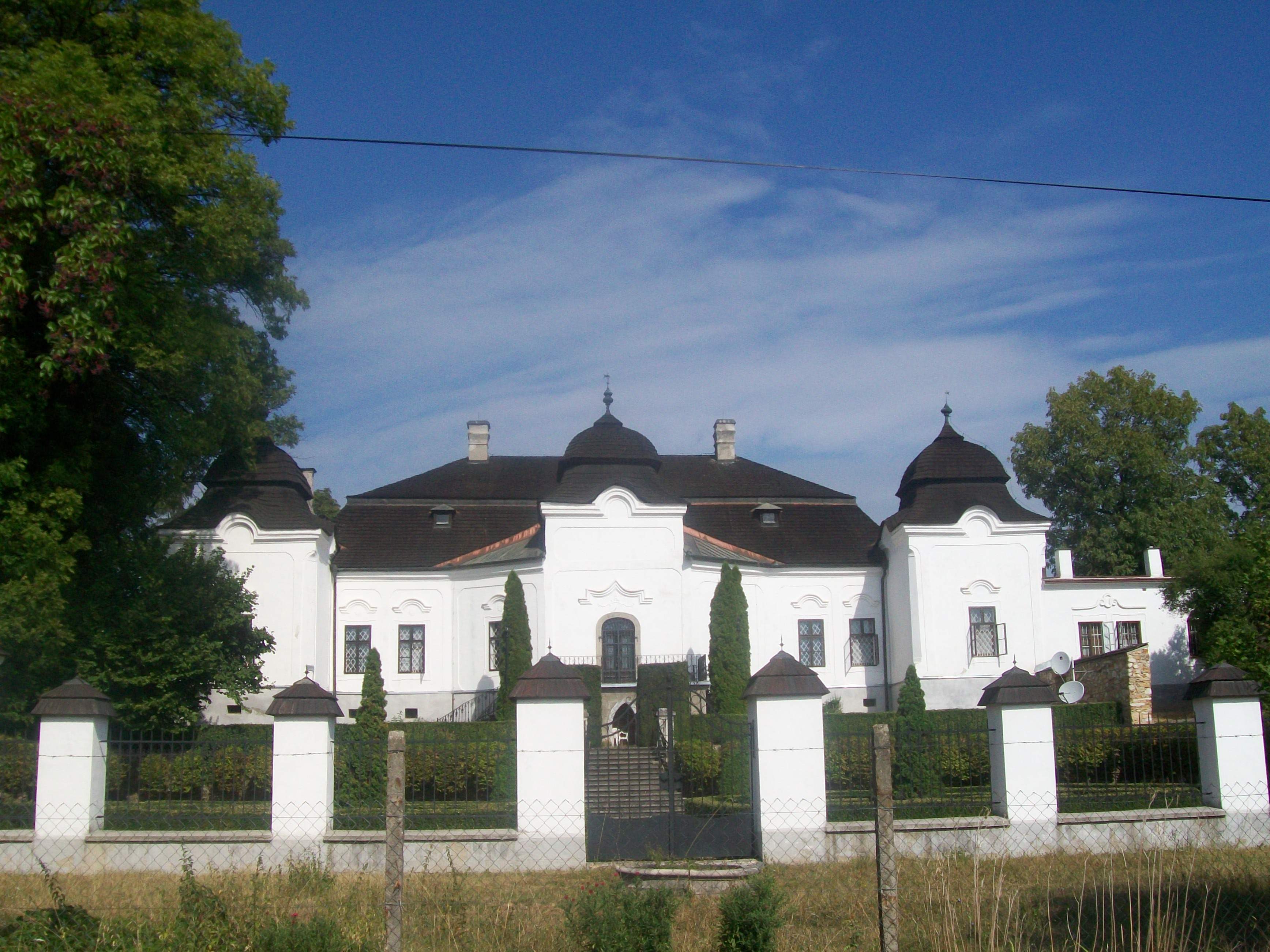
Forgách-kastély
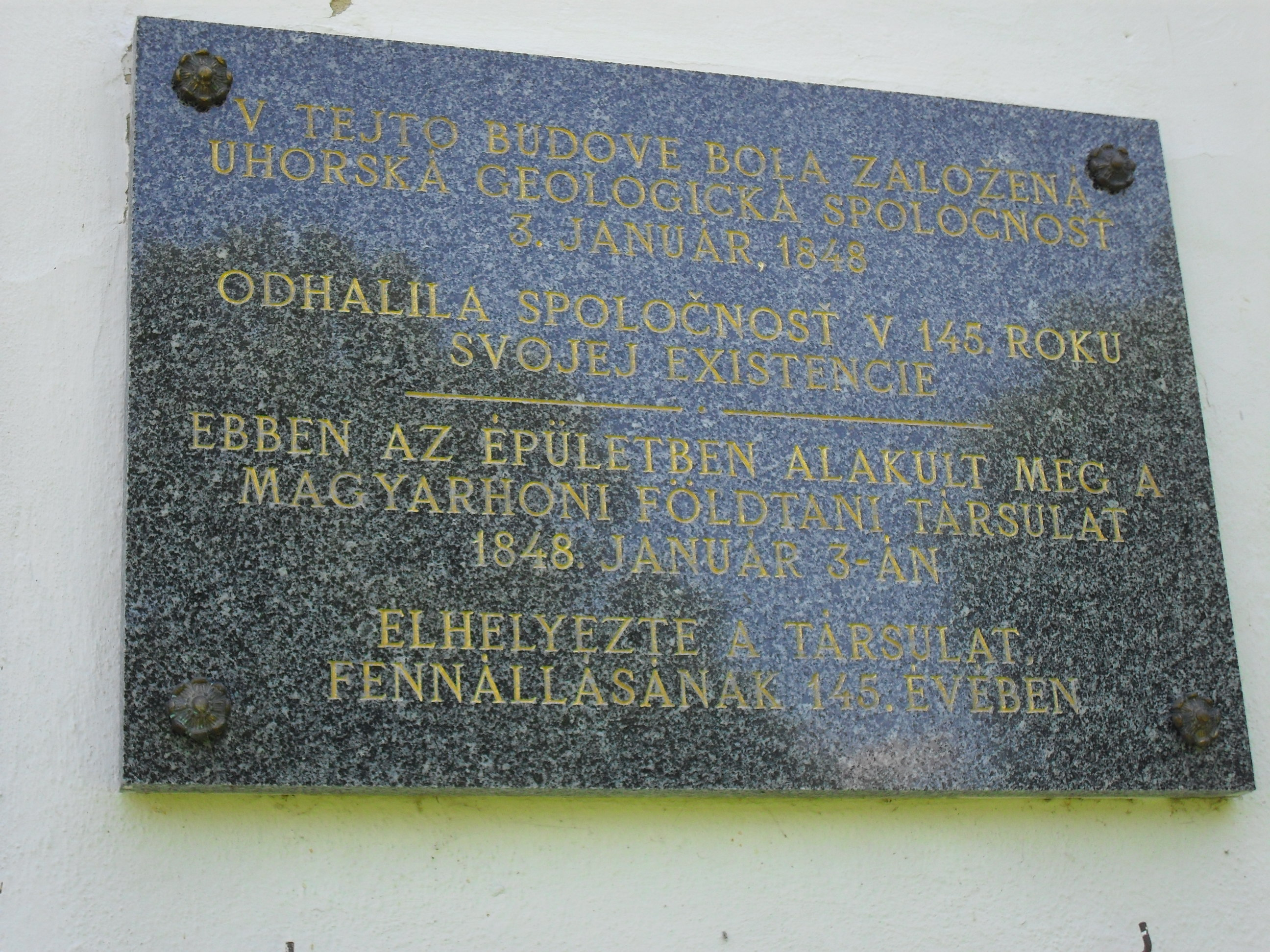
A Magyarhoni Földtani Társulat emléktáblája

## Külső hivatkozások
- Hivatalos oldal
- E-obce.sk Archiválva 2009. október 3-i dátummal a Wayback Machine-ben
- Községinfó
- Az alapiskola honlapja